# Museum of London Docklands
Het Museum of London Docklands is een museum gelegen in Oost-Londen. Het museum werd in 2003 geopend. In het museum staat de ontwikkeling van de Londense havens langs de rivier de Theems centraal en de groei van Docklands. Het museum maakt deel uit van het Museum of London, en wordt gefinancierd door de City of London Corporation en de Greater London Authority.
Het is gevestigd in een pakhuis uit 1802. Hier werd suiker opgeslagen en het gebouw heeft een Georgiaanse architectuur. Het staat aan de kant van West-India Docks op het Isle of Dogs, op korte loopafstand van het kantorenpark Canary Wharf.
Het gebouw telt drie etages en laat de ontwikkeling van het Londense havengebied zien. Meer specifiek gaat het in op de ontwikkeling in de nabije omgeving en de recente ontwikkeling waarin het oude havengebied is getransformeerd in een groot kantorenpark. De moderne kantoren staan langs de oude havenbekkens en incidenteel staat nog een oude havenkraan of oud havengebouw tussen alle nieuwbouw.
Veel van de collectie is afkomstig uit het museum en de archieven van de Port of London Authority, de beheerder van de haven van Londen. Deze collectie is in de jaren zeventig onderdeel geworden van de haven- en riviercollecties van het Museum of London. Deze werden aanvankelijk opgeslagen, maar hebben een plaats gevonden in dit museum. Het museum bevat foto’s en video’s van de haven en de werkzaamheden, veel gebruiksvoorwerpen en een uitgebreide toelichting.
De bestreken periode begint bij de eerste haven aan de Theems in de Romeinse tijd tot de sluiting van de centrale Londense dokken in de jaren zeventig van de 20e eeuw. Het geeft ook inzicht in de daaropvolgende transformatie van het oude en in onbruik geraakte havengebied naar de huidige situatie met commerciële en residentiële ontwikkelingen.